# Patricia Correa
Patricia Correa Arangoitia es una educadora peruana. Fue ministra de Educación, en el gobierno de Dina Boluarte.

## Vida política

### Ministra de Estado
El 10 de diciembre de 2022, fue nombrada ministra de Educación en el gobierno de Dina Boluarte. El 16 de diciembre de 2022, presentó su renuncia al cargo de Ministra de Estado. fue reemplazada por Óscar Becerra Tresierra
 “la violencia de Estado no puede ser desproporcionada y generadora de muerte” dijo Patricia Correa